# Ommatius aegyptius
Ommatius aegyptius là một loài ruồi trong họ Asilidae. Ommatius aegyptius được Efflatoun miêu tả năm 1934.